# ロン・アシュトン
ロナルド・フランク・アッシュトン（Ronald Frank Asheton, 1948年7月17日 - 2009年1月6日）は、アメリカ合衆国のギタリスト、作詞家。ザ・ストゥージズのギタリスト。弟のスコット・アシュトンもザ・ストゥージズのメンバーでドラムを務めていた。
2009年1月6日にミシガン州の自宅で遺体で発見されたが、発見時には死後数日経っており、大晦日から1月1日に死去した可能性が高いとされている。1995年の映画「モスキート」にはヘンデリックス役で出演している
「ローリング・ストーンの選ぶ歴史上最も偉大な100人のギタリスト」において2003年は第29位、2011年の改訂版では第60位。